# Vereniging van Academisch Gevormde Accountants
De Vereniging van Academisch Gevormde Accountants (VAGA) was een beroepsvereniging voor accountants met een academische opleiding in Nederland.
De VAGA werd in 1927 opgericht. Tot dan toe was in Nederland het grootste deel van de accountants opgeleid in de beroepspraktijk. Sinds de oprichting van de Nederlandsche Handels-Hoogeschool (tegenwoordig: de Erasmusuniversiteit) in 1913, welke hogeschool van meet af aan een opleiding tot accountant aanbood, was het aantal academisch gevormde beroepsbeoefenaren aanzienlijk gegroeid. De belangen van de bredere beroepsgroep werden sinds 1895 gediend door het Nederlands Instituut van Accountants (NIvA). Bij dit instituut voelde de toenemende groep universitair geschoolden zich evenwel niet thuis. Onder aanvoering van de Rotterdamse hoogleraar N.J. Polak zochten de academisch geschoolden naar een eigen verenigingsvorm die werd gevonden in het VAGA. Hoofddoel van de vereniging was het streven naar een hoger opleidingsniveau voor de gehele beroepsgroep.
Was VAGA aanvankelijk vooral een tegenhanger van het NIvA, in de loop van de geschiedenis traden beide belangengroepen steeds vaker gezamenlijk op in het kader van de kwaliteitsborging van het werk van de Nederlandse accountancy. Al snel ontstond een zogenaamde contactcommissie tussen beide verenigingen, die - na de Tweede Wereldoorlog - ook steeds meer optrad als gezamenlijke belangenbehartiging voor de beroepsgroep in het zich verenigende Europa. Dit intensievere contact tussen beide verenigingen werd ook gestimuleerd door de totstandkoming van de Wet op de Registeraccountants in 1962. In deze wet werden richtlijnen voor de beroepsuitoefening van accountants vastgelegd.
In 1968 kwam het tot een fusie tussen het NIvA en de VAGA. De nieuwe organisatie werd het Nederlands Instituut van Registeraccountants (NIvRa). De laatste voorzitter van de VAGA was de Rotterdamse hoogleraar A.A. de Jong.